# Loreley (Coburg)

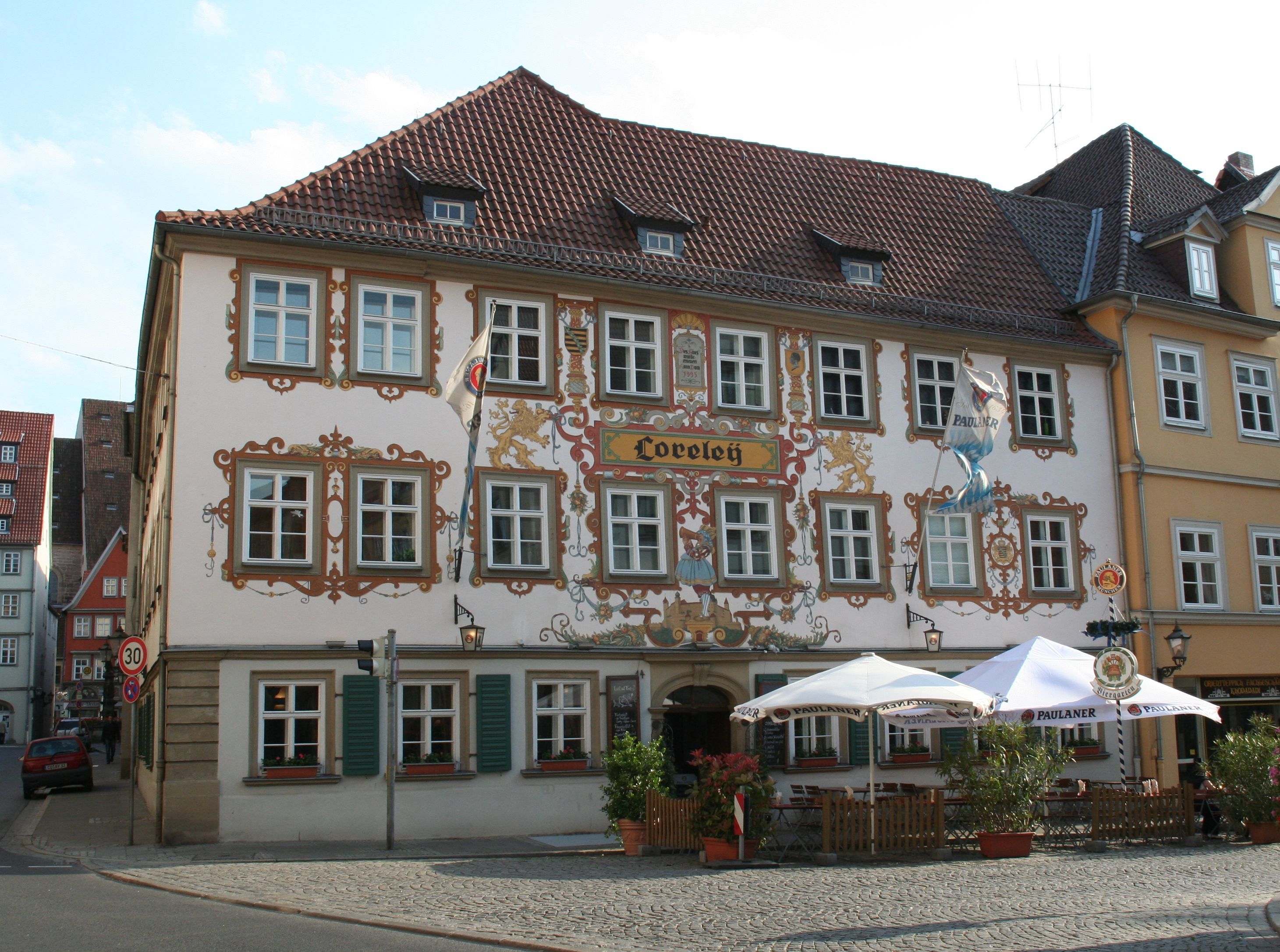
Loreley in Coburg, 2008

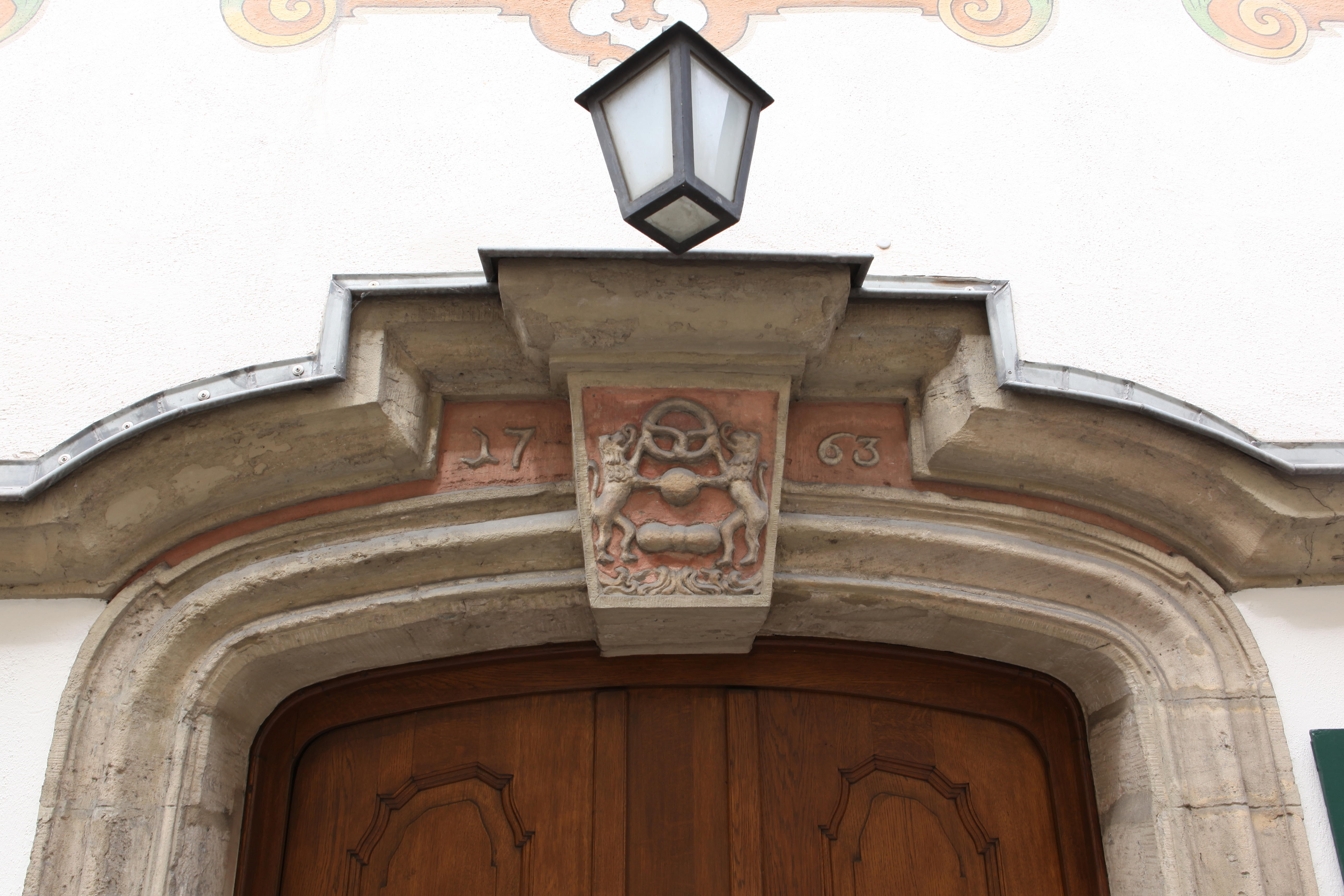
Keilstein mit Bäckerhauszeichen

Die Gaststätte Loreley steht in der Herrngasse 14 in der oberfränkischen Stadt Coburg. Es ist ein 1763 errichtetes Gebäude, das als Baudenkmal in der Bayerischen Denkmalliste eingetragen ist.

## Geschichte
Eigentümer eines Hauses in der heutigen Herrngasse nennt der Coburger Häuserforscher Ernst Cyriaci schon für das Jahr 1508. 1581 trug das Anwesen die Bezeichnung Bäckerei Beck und wurde 1597 vom Bäckermeister Georg Knauer erworben. Der braute auch Bier und schenkte dies in einer Trinkstube, die später den Namen Herrenbeck trug, aus.
Ab 1763 folgte ein grundlegender Um- und Ausbau zu einem repräsentativen zweiflügeligen Eckhaus, das auch als Gasthaus genutzt wurde. Anfang des 19. Jahrhunderts erwarb der Bäckermeister Phillip Frommann das Gebäude und ließ 1831 die Straßenfassade ändern. Ihm folgte 1852 sein Sohn Georg. Der entwickelte das Wirtshaus zu einer insbesondere bei den Künstlern des benachbarten Hoftheaters beliebten Lokalität. Stammgäste waren auch die Theatermaler Max und Gotthold Brückner, die den Hausflur mit zwei Wandgemälden mit romantischen Darstellungen der Loreley schmückten. In der Folge führte das Gasthaus ab etwa 1860 den Namen Loreley. 1875 wurde Heinrich Müller Nachfolger seines Schwiegervaters. Ab tagte der Landsmannschafter Convent regelmäßig zu Pfingsten in dem Lokal.
Im Jahr 1900 übernahm Karl Nößler die Loreley und veranlasste größere Umbauten und Erweiterungen. 1905 tauschte er Küche und Gastzimmer und ließ 1927 den Hof mit Glas überdachen. 1933/34 erwarb die Paulaner Brauerei das Anwesen. Ab etwa 1927 wurde die Fassade über dem Eingang durch den Hofmaler Wank mit einer farbigen Dekorationsmalerei in der Art der Neurenaissance versehen. 1936 erweiterte Normann Müller die Malereien auf die gesamte Straßenfassade. 1990 wurde das Gasthaus geschlossen. 1993 bis 1995 folgte eine umfangreiche Sanierung, bei der das Loreleygemälde verloren ging. Die Umbaumaßnahmen in allen Geschossen umfassten die Modernisierung von sechs Wohnungen und der Gaststätte. Nach einer Fassadenrenovierung 1999 rekonstruierte 2001 der Bamberger Edgar Stengele die Fassadenmalerei. 2011 kaufte ein Geschäftsmann aus dem Landkreis Coburg die Immobilie und veranlasste die Renovierung der Gaststuben, Küche und Nebenräume.

## Architektur
Das zweiflügelige, dreigeschossige Eckhaus steht am Ende der Herrngasse an der Einmündung der Rückertstraße und Grafengasse. Es hat acht Fensterachsen in der Herrngasse und neun in der Rückertstraße, wo ein Eingangsportal mit einem flachen Korbbogen steht, der einen Keilstein mit der Bezeichnung 1763 besitzt. Hier ist ein Bäcker-Hauszeichen zu sehen, zwei steigende Löwen, die zwischen sich Brezel, Semmel und Brotlaib halten. Dies zeigt, dass sich neben einer Bäckerei auch eine Gaststube befand.
Das massive Erdgeschoss ist durch einen Rücksprung gegen die Fachwerkobergeschosse abgesetzt. Das Fachwerk ist straßenseitig verputzt und im Hof sichtbar. Dort ist es durch eine enge orthogonale Reihung sowie gerade und geschwungene Andreaskreuze in den Fensterbrüstungen gekennzeichnet. An der Gebäudeecke befindet sich eine erdgeschosshohe Nutung. Zwei Walmdächer bilden auf den Gebäudeflügeln den oberen Abschluss.